# Cantó d'Amfreville-la-Campagne
El cantó d'Amfreville-la-Campagne és un cantó francès del departament de l'Eure, situat al districte de Bernay. Té 24 municipis i el cap es Amfreville-la-Campagne.

## Municipis
- Amfreville-la-Campagne
- Le Bec-Thomas
- Fouqueville
- Le Gros-Theil
- La Harengère
- La Haye-du-Theil
- Houlbec-près-le-Gros-Theil
- Mandeville
- La Pyle
- Saint-Amand-des-Hautes-Terres
- Saint-Cyr-la-Campagne
- Saint-Didier-des-Bois
- Saint-Germain-de-Pasquier
- Saint-Meslin-du-Bosc
- Saint-Nicolas-du-Bosc
- Saint-Ouen-de-Pontcheuil
- Saint-Pierre-des-Fleurs
- Saint-Pierre-du-Bosguérard
- La Saussaye
- Le Thuit-Anger
- Le Thuit-Signol
- Le Thuit-Simer
- Tourville-la-Campagne
- Vraiville

## Història
| Data d'elecció                           | Identitat         | Partit                        | Qualitat |
| ---------------------------------------- | ----------------- | ----------------------------- | -------- |
| 1945-1955                                | M. de Boury       | Divers droite                 |          |
| 1955-196.                                | M. Quidet         | Divers droite                 |          |
| 196.-19..                                | M. Schneider      | FGDS, després RI, després RPR |          |
| 19..-2004                                | Christian Lemaire | UDF                           |          |
| 2004-                                    | Daniel Leho       | divers gauche, després PS     |          |
| les dades anteriors no són pas conegudes |                   |                               |          |
|                                          |                   |                               |          |

## Demografia
| A partir de 1990: Població sense dobles comptes |